# 西荻南

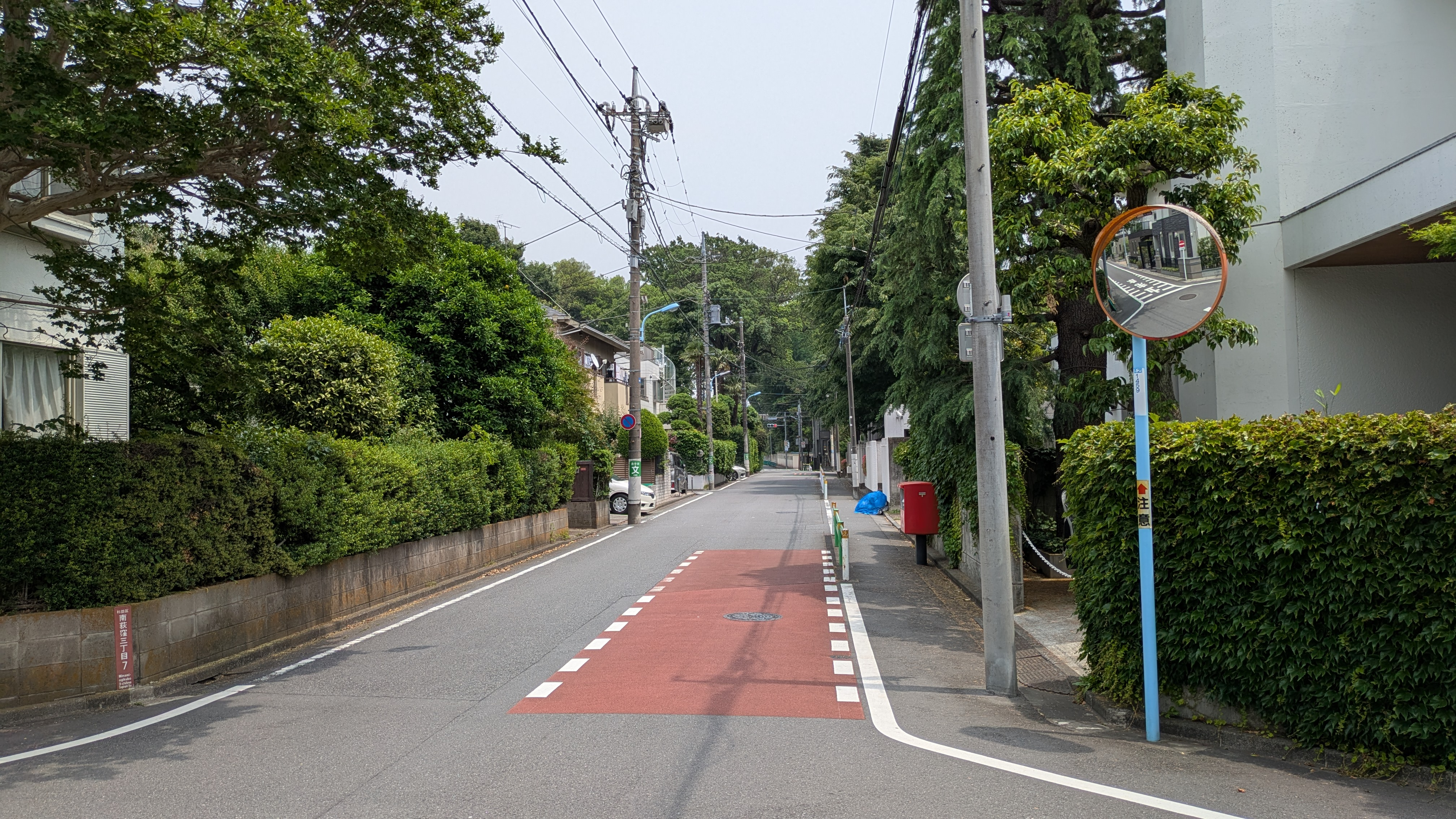
西荻南3丁目

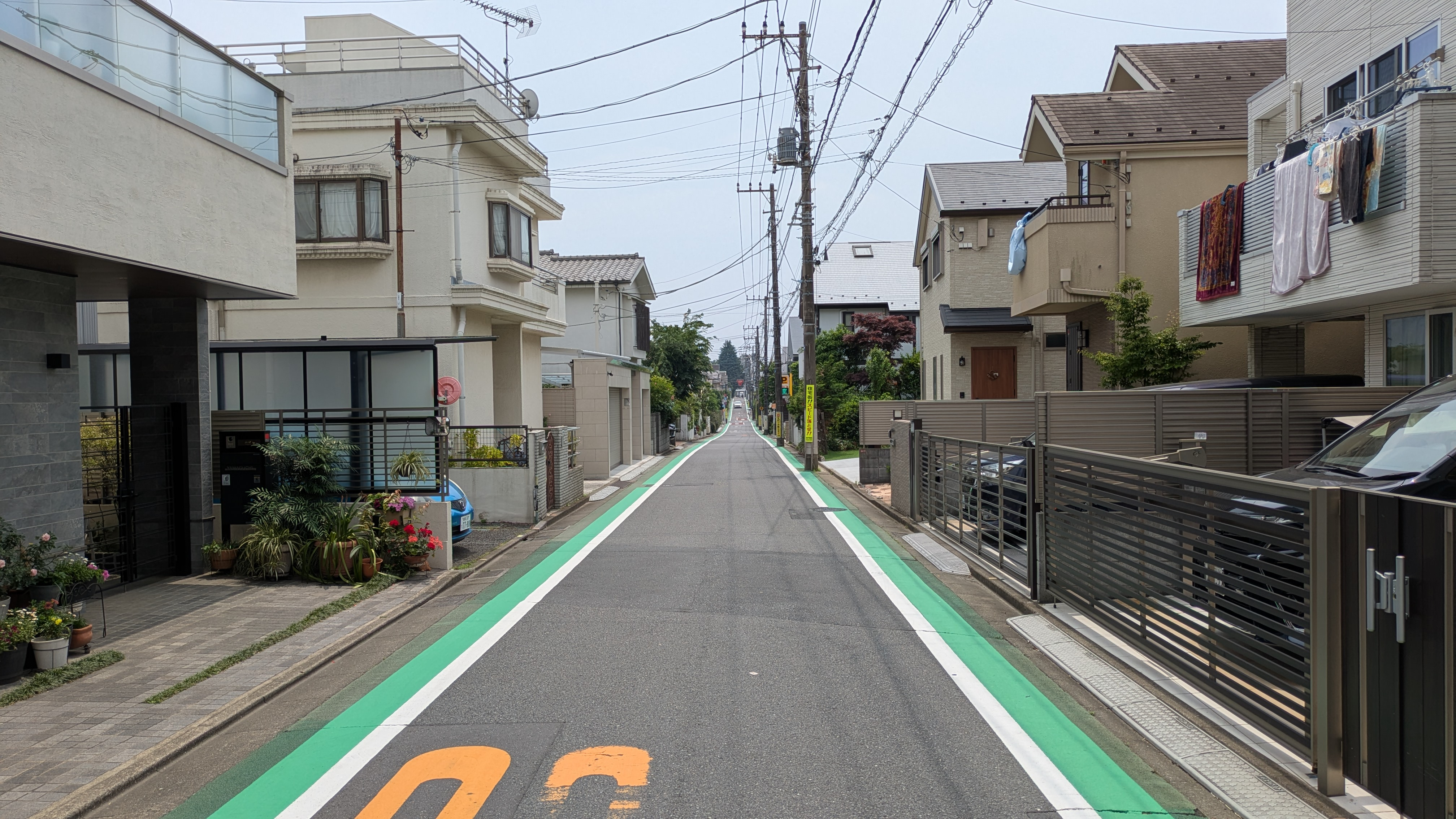
西荻南1丁目

西荻南（にしおぎみなみ）は、東京都杉並区の町名。現行行政地名は西荻南一丁目から西荻南四丁目。

## 地理
杉並区西部に位置する。北にはJR東日本中央線・西荻窪駅南口が北辺に存在し、南辺には五日市街道（東京都道7号杉並あきる野線）が走っている。駅南口付近に商店街が並び、他の地域は概ね住宅地である。中央線を跨いだ北で西荻北、東で南荻窪、南東から南で宮前、西で松庵と接している。

### 河川
- 松庵川 ---町内に存在する。大半が暗渠や廃河川痕跡が路地などとして存在しているが、一部に開渠もある。

### 地価
住宅地の地価は、2025年（令和7年）1月1日の公示地価によれば、西荻南1-10-18の地点で70万9000円/m2、西荻南4-15-2の地点で74万8000円/m2となっている。

## 歴史
- 1969年（昭和44年）11月1日 - 住居表示を実施する[7]。

### 町名の変遷
| 実施後       | 実施年月日    | 実施前（各町名ともその一部） |
| ------------ | ------------- | ---------------------------- |
| 西荻南一丁目 | 1969年11月1日 | 大宮前六丁目                 |
| 西荻南二丁目 | 1969年11月1日 | 大宮前六丁目                 |
| 西荻南三丁目 | 1969年11月1日 | 西荻窪一丁目                 |
| 西荻南四丁目 | 1969年11月1日 | 西荻窪一丁目                 |

### 治安・風紀対策
2012年、東京都は西荻南三丁目を都迷惑防止条例に基づき、客引きやスカウトのみならず、それらを行うために待機する行為なども禁止する区域に指定した。

## 世帯数と人口
2025年（令和7年）3月1日現在（杉並区発表）の世帯数と人口は以下の通りである。
| 丁目         | 世帯数    | 人口     |
| ------------ | --------- | -------- |
| 西荻南一丁目 | 1,420世帯 | 2,511人  |
| 西荻南二丁目 | 2,649世帯 | 3,994人  |
| 西荻南三丁目 | 1,627世帯 | 2,515人  |
| 西荻南四丁目 | 1,641世帯 | 2,923人  |
| 計           | 7,337世帯 | 11,943人 |

### 人口の変遷
国勢調査による人口の推移。
| 年                 | 人口   |
| ------------------ | ------ |
| 1995年（平成7年）  | 10,108 |
| 2000年（平成12年） | 10,359 |
| 2005年（平成17年） | 10,722 |
| 2010年（平成22年） | 10,846 |
| 2015年（平成27年） | 11,666 |
| 2020年（令和2年）  | 12,071 |

### 世帯数の変遷
国勢調査による世帯数の推移。
| 年                 | 世帯数 |
| ------------------ | ------ |
| 1995年（平成7年）  | 5,048  |
| 2000年（平成12年） | 5,548  |
| 2005年（平成17年） | 5,995  |
| 2010年（平成22年） | 6,287  |
| 2015年（平成27年） | 6,827  |
| 2020年（令和2年）  | 7,363  |

## 学区
区立小・中学校に通う場合、学区は以下の通りとなる（2016年1月時点）。
| 丁目         | 番地            | 小学校                   | 中学校             |
| ------------ | --------------- | ------------------------ | ------------------ |
| 西荻南一丁目 | 1〜2番 10～12番 | 杉並区立高井戸第四小学校 | 杉並区立宮前中学校 |
| 西荻南一丁目 | 13～23番        | 杉並区立高井戸第四小学校 | 杉並区立神明中学校 |
| 西荻南一丁目 | 3〜9番          | 杉並区立高井戸第四小学校 | 杉並区立西宮中学校 |
| 西荻南二丁目 | 1～13番         | 杉並区立高井戸第四小学校 | 杉並区立西宮中学校 |
| 西荻南二丁目 | 14〜30番        | 杉並区立高井戸第四小学校 | 杉並区立神明中学校 |
| 西荻南三丁目 | 全域            | 杉並区立高井戸第四小学校 | 杉並区立神明中学校 |
| 西荻南四丁目 | 全域            | 杉並区立高井戸第四小学校 | 杉並区立神明中学校 |

## 事業所
2021年（令和3年）現在の経済センサス調査による事業所数と従業員数は以下の通りである。
| 丁目         | 事業所数  | 従業員数 |
| ------------ | --------- | -------- |
| 西荻南一丁目 | 65事業所  | 256人    |
| 西荻南二丁目 | 211事業所 | 1,503人  |
| 西荻南三丁目 | 341事業所 | 2,346人  |
| 西荻南四丁目 | 83事業所  | 450人    |
| 計           | 700事業所 | 4,555人  |

### 事業者数の変遷
経済センサスによる事業所数の推移。
| 年                 | 事業者数 |
| ------------------ | -------- |
| 2016年（平成28年） | 728      |
| 2021年（令和3年）  | 700      |

### 従業員数の変遷
経済センサスによる従業員数の推移。
| 年                 | 従業員数 |
| ------------------ | -------- |
| 2016年（平成28年） | 4,614    |
| 2021年（令和3年）  | 4,555    |

## 施設
- 荻窪消防署西荻出張所
- 高井戸警察署西荻南交番
- 杉並西荻南郵便局
- 西荻南児童館
  - 西荻南区民集会所 - 児童館と併設
- 西荻南郵政宿舎

### 教育機関
- 杉並区立高井戸第四小学校
- たから幼稚園

## 交通

### 鉄道
| 街区内の駅                                               |
| -------------------------------------------------------- |
| JR中央線 JR中央・総武線各駅停車 - 西荻窪駅(JC 10)(JB 03) |

- 土日祝日は各駅停車（黄色および東京メトロ東西線直通列車）のみ停車。快速（橙色）は祝日等を除く月 - 金のみ停車する。

### バス
- 西武バス上石神井営業所 ｰｰｰ 西荻窪駅から青梅街道方面の路線を運行。
- 関東バス青梅街道営業所 ｰｰｰ 西荻窪駅から青梅街道方面・立教女学院方面へ運行。
- 関東バス五日市街道営業所 ｰｰｰ 五日市街道沿いを運行。吉祥寺駅−中野駅間を運行。中野区内では青梅街道が経路となり、新高円寺駅・東高円寺駅を経由している。
- すぎ丸 ｰｰｰ 杉並区コミュニティバス。かえで路線で宮前・久我山駅方面バスを運行。

### 道路
- 神明通り
- 東京都道7号杉並あきる野線（五日市街道）

## その他

### 日本郵便
- 郵便番号 : 167-0053[3]（集配局 : 荻窪郵便局[18]）。